# Asger Christensen

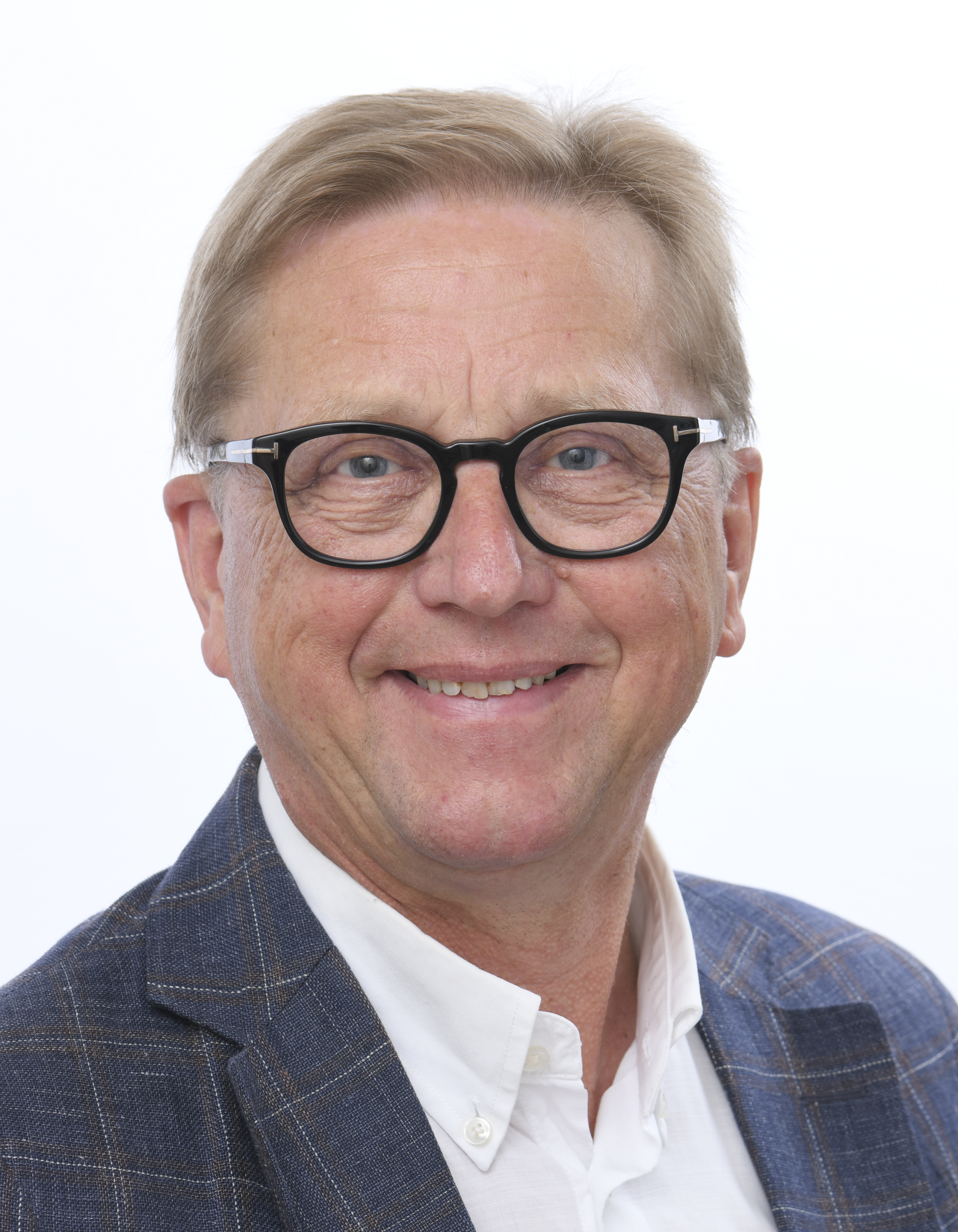
Asger Christensen (2024)

Asger Christensen (* 8. Januar 1958 in Tarm) ist ein dänischer Politiker (Venstre) und selbstständiger Landwirt.

## Leben
Bei der Europawahl 2019 erhielt Christensen ein Mandat für seine Partei. Im Europaparlament gehörte er in der 9. Wahlperiode (2019–2024) als Mitglied der Fraktion Renew Europe dem Ausschuss für Landwirtschaft und ländliche Entwicklung sowie der Delegation für die Beziehungen zur Volksrepublik China an. Er ist in der 10. Legislaturperiode (2024–2029) Mitglied im Ausschuss für Landwirtschaft und ländliche Entwicklung und im Fischereiausschuss sowie stellvertretendes Mitglied im Ausschuss für Verkehr und Tourismus.